# Ronald Vink
Ronald Vink (sinh ngày 21 tháng 4 năm 1976) là một vận động viên quần vợt xe lăn chuyên nghiệp đến từ Hà Lan. Anh sở trường đánh đôi nhưng cũng đánh đơn.

## Grand Slam
Vink đã vào vòng chung kết đôi xe lăn Grand Slam, giành được danh hiệu đầu tiên tại Giải quần vợt Wimbledon 2007 với tay vợt đồng hương Robin Ammerlaan. Tại Giải quần vợt Wimbledon 2008, anh bảo vệ thành công danh hiệu đôi xe lăn Wimbledon sau khi thắng đôi Pháp Stéphane Houdet và Nicolas Peifer. Tại Giải quần vợt Wimbledon 2011, anh giành được danh hiệu thứ ba và đồng đội Maikel Scheffers.
Tại nội dung đánh đơn, anh cũng có thành tích. Vink không giành được danh hiệu đơn hay vào vòng chung kết. Thành tích đánh đơn tốt nhất của anh là ở giải Pháp Mở rộng 2008, khi anh vào bán kết.

## Chung kết đôi xe lăn Grand Slam

### Vô địch (5)
| Năm  | Giải đấu   | Đồng đội         | Đối thủ trong trận chung kết      | Tỉ số chung cuộc |
| 2007 | Wimbledon  | Robin Ammerlaan  | Shingo Kunieda Satoshi Saida      | 4–6, 7–5, 6–2    |
| 2008 | Wimbledon  | Robin Ammerlaan  | Stéphane Houdet Nicolas Peifer    | 6–7(6), 6–1, 6–3 |
| 2010 | Mỹ Mở rộng | Maikel Scheffers | Nicolas Peifer Jon Rydberg        | 6–0, 6–0         |
| 2011 | Wimbledon  | Maikel Scheffers | Stéphane Houdet Michaël Jeremiasz | 7–5, 6–2         |
| 2012 | Úc Mở rộng | Robin Ammerlaan  | Stéphane Houdet Nicolas Peifer    | 6–2, 4–6, 6–1    |

### Á quân (5)
| Năm  | Giải đấu     | Đồng đội         | Đối thủ trong trận chung kết    | Tỉ số chung cuộc |
| 2007 | Úc Mở rộng   | Maikel Scheffers | Shingo Kunieda Robin Ammerlaan  | 6–2, 6–0         |
| 2008 | Úc Mở rộng   | Robin Ammerlaan  | Shingo Kunieda Satoshi Saida    | 6–4, 6–3         |
| 2008 | Pháp Mở rộng | Robin Ammerlaan  | Shingo Kunieda Maikel Scheffers | 6–2, 7–5         |
| 2009 | Mỹ Mở rộng   | Maikel Scheffers | Stéphane Houdet Stefan Olsson   | 6–4, 4-6, 6–4    |
| 2011 | Mỹ Mở rộng   | Maikel Scheffers | Stéphane Houdet Nicolas Peifer  | 6–3, 6–1         |

## Paralympic
Anh đại diện Hà Lan tại Paralympic ở Bắc Kinh 2008 và Luân Đôn 2012.

### Bắc Kinh 2008
Anh tham dự ở cả nội dung đơn và đôi. Cả hai nội dung anh đều bị loại ở vòng bán kết và thua trong trận tranh huy chương đồng.

### Luân Đôn 2012
Anh tham dự ở cả nội dung đơn và đôi. Ở bán kết nội dung đơn anh thua Kunieda Shingo nhưng thắng trận tranh huy chương đồng trước Maikel Scheffers. Trong trận tranh huy chương đồng ở nội dung đôi, anh và Robin Ammerlaan thua đôi Pháp Stéphane Houdet và Michaël Jeremiasz.

## Danh hiệu

### Đôi
- Giải quần vợt Úc Mở rộng 2012 (v/ Ammerlaan)
- Giải quần vợt Wimbledon 2007 (v/ Ammerlaan)
- Giải quần vợt Wimbledon 2008 (v/ Ammerlaan)
- Giải quần vợt Wimbledon 2011 (v/ Scheffers)
- Giải quần vợt Mỹ Mở rộng 2010 (v/ Scheffers)